# Nixon (relojes)
Nixon es una empresa estadounidense de relojes para surf, además de accesorios de moda y equipos de esquí (surf, snowboard y monopatinaje).

## Historia
Dos californianos, Chad DiNenna (entusiasta del surf) y Andy Laats, ingeniero, decidieron en 1997 crear relojes especializados para el surf en Encinitas (California). 
En 2000, se estableció una filial de Nixon en Europa, en la localidad costera francesa de Soorts-Hossegor, con tres tiendas: dos en Londres y una en París. En 2005, la empresa contaba con 60 empleados y registró un crecimiento anual de las ventas del 55%.
En 2006, la marca Nixon recibió un nuevo impulso tras su adquisición por parte de Billabong, la empresa líder en surf. Poco después de su adquisición, Nixon volvió a ser independiente y se diversificó en 2009 añadiendo altavoces, accesorios y ropa a su gama de productos.
En 2016, la empresa lanzó su primer modelo de reloj inteligente.

## Productos
Su principal producto son modelos de relojes para surf que no solo deben resistir un ambiente muy violento y agresivo (sal, sol, arena, inmersión, caídas), sino que ofrecen complicaciones particulares como la altura de las mareas o las fases de la luna.
Desde 2009, Nixon también fabrica altavoces y auriculares amplificados.
Sus modelos Tide contienen en la memoria interna información diaria de olas y mareas de 550 puntos diferentes.